# Gautier de Metz
Gautier de Metz, dit aussi Gauthier, Gossuin ou Gossouin de Metz est un ecclésiastique et poète du XIIIe siècle originaire de Metz ou de ses environs.

## Biographie
En 1246, Gautier de Metz publia L’Image du monde, un poème en dialecte lorrain et en vers sur la création, la Terre et l'univers, dans lequel les faits se mélangent à la fantaisie. L'auteur décrit notamment une Terre sphérique plutôt que plate. Il utilise pour cela des procédés stylistiques telle que la comparaison de la terre à une pomme. Un chapitre traite de l'astrologie. Ce poème, imité librement de l'Imago mundi d'Honorius Augustodunensis, est une sorte d'encyclopédie à prétentions scientifiques, telles que répandues au Moyen Âge. 
L'œuvre de Gautier de Metz a joui d'une plus grande vogue, quoique bien inférieure, que le Trésor de Brunetto Latini, qui fut composé quelques années après et s'adressait à un public plus instruit ; on en possède une soixantaine de manuscrits. Image du monde, mise en prose et imprimée dès l'époque des incunables, a été traduite au Moyen Âge dans la plupart des langues de l'Europe occidentale ; on en possède même une traduction en hébreu, intitulée Tsel Olam, dont il existe deux rédactions différentes, et une en yiddish. Il fait également l'objet d'une traduction par William Caxton, intitulé The Mirrour of the World.